# 1045. grenadirski polk (Wehrmacht)
1045. grenadirski polk (izvirno nemško 1045. Grenadier-Regiment; kratica 1045. GR) je bil pehotni polk Heera v času druge svetovne vojne.

## Zgodovina
Polk je bil ustanovljen 26. junija 1944 kot del 232. pehotne divizije.